# Gmina Miasteczko Krajeńskie
Gmina Miasteczko Krajeńskie je polská vesnická gmina v okrese Piła ve Velkopolském vojvodství. Sídlem správy gminy je vesnice Miasteczko Krajeńskie.
V roce 2017 zde žilo 3 227 obyvatel. Gmina má rozlohu 70,72 km² a zabírá 5,58 % rozlohy okresu.

## Částí gminy
StarostenstvíArentowo, Brzostowo, Grabionna, Grabówno, Miasteczko-Huby, Miasteczko Krajeńskie, Okaliniec, Wolsko
Sídlo bez statusu starostenstvíSolnówek

## Sousední gminy
| Růžice kompasu |          | Wysoka                      |             | Růžice kompasu |
| Růžice kompasu | Kaczory  | Sever                       | Białośliwie | Růžice kompasu |
| Růžice kompasu | Kaczory  | Gmina Miasteczko Krajeńskie | Białośliwie | Růžice kompasu |
| Růžice kompasu | Kaczory  | Jih                         | Białośliwie | Růžice kompasu |
| Růžice kompasu | Chodzież | Szamocin                    |             | Růžice kompasu |